# Vaison-la-Romaine
Vaison-la-Romaine /vɛˈzõ la rɔˈmɛn/ è un comune francese di 5 920 abitanti (al 1º gennaio 2022), abitanti situato nel dipartimento di Valchiusa della regione della Provenza-Alpi-Costa Azzurra. Deve l'appellativo "la Romaine" alle numerose rovine che la pongono fra le città francesi più ricche e complete di testimonianze archeologiche del periodo romano, fra le quali un teatro in eccellente stato di conservazione, le terme e numerose ville patrizie.
Fu sede vescovile dal III secolo al 1801.

## Geografia fisica

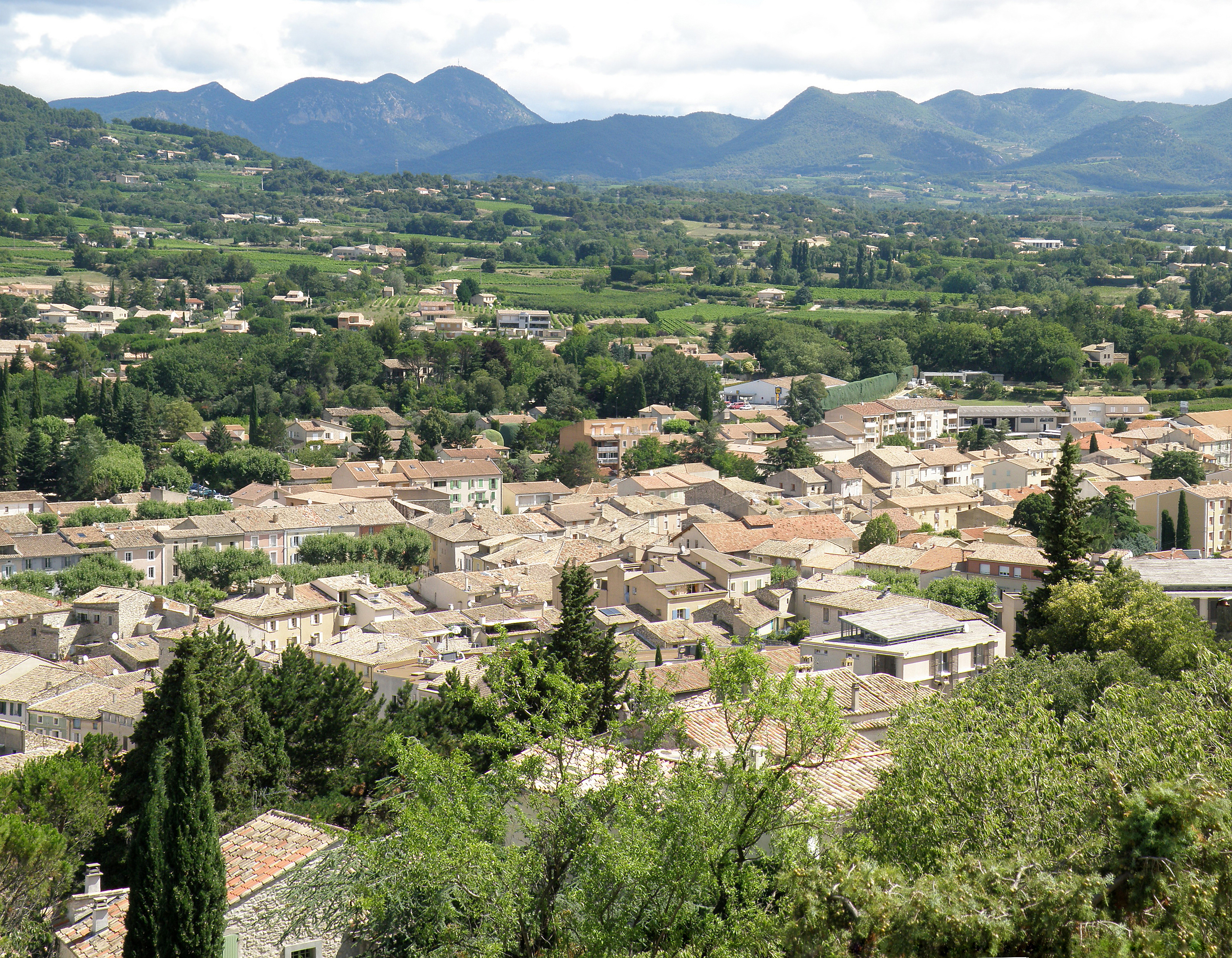
Vista panoramica della città

### Territorio
Il territorio comunale è circondato da sette colli ricoperti di foreste e di vigneti. Da ovest, Vaison segna l'inizio della media montagna.

### Clima
Nel 2010, il climat del comnune è registrato come mediterraneo, secondo uno studio del Centre national de la recherche scientifique che ha fatto uso di una serie di dati del periodo 1971-2000. 
Nel 2020, Météo-France pubblica una suddivisione in tipi del clima della Francia metropolitana; in questa suddivisione il comune si trova in una zona di transizione fra il clima di montagna e il clima mediterraneo; si trova inoltre nella regione climatica "Provence, Languedoc-Roussillon", caratterizzata da scarse precipitazioni in estate, ottimo soleggiamento (2600 h/anno), un'state calda (21,5 °C) con l'aria molto secca, un clima secco in tutte le stagioni, venti forti (frequenza del 40-50% dei venti > 5 m/s) e poca nebbia.

## Storia

### Antichità
All'inizio dell'età del ferro, la regione era abitata dai Liguri. Sulla riva sinistra dell'Ouvèze, ai piedi dello sperone roccioso, sono stati rinvenuti resti di insediamenti e mura lasciati da una comunità agraria della prima età del ferro (dal VIII al V secolo a.C.). Dopo l'invasione dei Voconzi nel IV secolo a.C., le popolazioni liguri, e poi celto-liguri, si rifugiarono su questa collina dominante il paesaggio – attualmente occupata dalla città alta di Vaison. Alla fine del IV secolo a.C., Vasio Vocontiorum (Vaison dei Voconzi) divenne la capitale di una tribù dei Celti Voconzi. Questo popolo occupava un territorio delimitato dalla Durance a sud, dall'Isère a nord, dal corridoio del Rodano a ovest e dalla Durance e dalle Prealpi a est.
Dopo la conquista da parte dei Romani (125-118 a.C.), i Voconzi contavano due capitali, a Luc-en-Diois e a Vaison. I Romani fecero di Vasio/Vaison una delle città più ricche della Gallia Narbonese. Fu la patria dello storico Pompeo Trogo. Il più grande storico di lingua latina, Cornelio Tacito, era probabilmente originario di Vaison-la Romaine.
Vasio divenne una città federata. I Voconzi si spostarono allora sulla riva destra del fiume, dove si sviluppò gradualmente una città. Lo sviluppo urbanistico iniziò con i nuclei agricoli, che si trasformarono in abitazioni cittadine con la creazione di vie di comunicazione e la costruzione dei principali monumenti pubblici nella seconda metà del I secolo: teatro, ponte, acquedotto, terme, ecc. Allora Vasio si estendeva su 70-75 ettari. Dopo la caduta dell'Impero romano, Vaison divenne un centro religioso relativamente importante e un vescovado esisteva già nel IV secolo; vi si riunirono due concili, nel 442 e nel 529. Tuttavia, le diverse ondate di immigrazione barbariche del V secolo indebolirono la città.

### Medioevo
Nei tempi difficili del Medioevo, gli abitanti si trasferirono sulla rocca scoscesa della riva sinistra del fiume Ouvèze, al riparo dei bastioni e del castello fortificato. Nel 924, il re Rodolfo di Borgogna confermò i possedimenti dell'Abbazia di Saint-Martin d'Autun a Fréjus, Vaison-la-Romaine e nella regione di Vienne.
Fino al XII secolo, la città si sviluppò nella pianura intorno alla cattedrale e al palazzo vescovile, dove subì diverse aggressioni a causa dei conflitti tra i conti di Tolosa e i vescovi. Nel XIII secolo, la popolazione si rifugiò sulla rocca, ai piedi del castello costruito dai conti di Tolosa, poi divenuto proprietà papale. È in questo contesto che la città medievale che è sopravvissuta fino ai giorni nostri, fiorì sul territorio papale.
Nel 1361, una compagnia spagnola prese di sorpresa Vaison prima di essere scacciata dalla popolazione circostante.

### Era moderna e contemporanea
Il 12 agosto 1793 fu istituito il dipartimento di Valchiusa, che comprendeva i distretti di Avignone e Carpentras, oltre a quelli di Apt e Orange, che appartenevano alle Bocche del Rodano, e al cantone di Sault, che apparteneva alle Alpi dell'Alta Provenza.
Il XX secolo ha visto una vera e propria rinascita di Vaison: la cittadina ha riacquistato pazientemente il suo status di città, con un'economia basata sulla viticoltura e sul turismo. Questo boom è dovuto in particolare alla creazione della linea ferroviaria da Orange a Buis-les-Baronnies, che ha servito la città dal 1907 al 1952. 
Il 9 giugno 1944, Vaison-la-Romaine fu liberata per una prima volta: il maquis di Vasio, rinforzato dalle Forze francesi dell'interno del maquis del Ventoux, espugnò la città. La reazione tedesca non si fece attendere: 2 500 truppe della Wehrmacht attaccarono la città il giorno successivo. I combattimenti provocarono 60 morti tedeschi e 17 combattenti della Resistenza.

## Monumenti e luoghi d'interesse
Uno degli aspetti più interessanti della città è la sua geografia, oltre alle celebri rovine romane di Vasio. Queste ultime, assieme al paese moderno, si trovano infatti nella piana, sulle sponde del fiume Ouvèze, che è attraversato da un antico ponte del I secolo.
Il villaggio medioevale, invece, è arroccato su una cima rocciosa. Durante il Medioevo i tentativi di conquista della città da parte di nemici vari (in prevalenza pirati saraceni che risalivano dal mare la valle del Rodano) erano piuttosto frequenti, motivo per cui la popolazione migrò sulla collina, per usufruire di una posizione più facilmente difendibile.
L'abside della chiesa di san Quinidio sembrerebbe essere del XII secolo, una delle più antiche di Francia.
L'intera cattedrale risale all'XI secolo, ma l'abside e le cappelle absidali sono del periodo merovingio.

## Società

### Evoluzione demografica
Abitanti censiti

## Galleria d'immagini

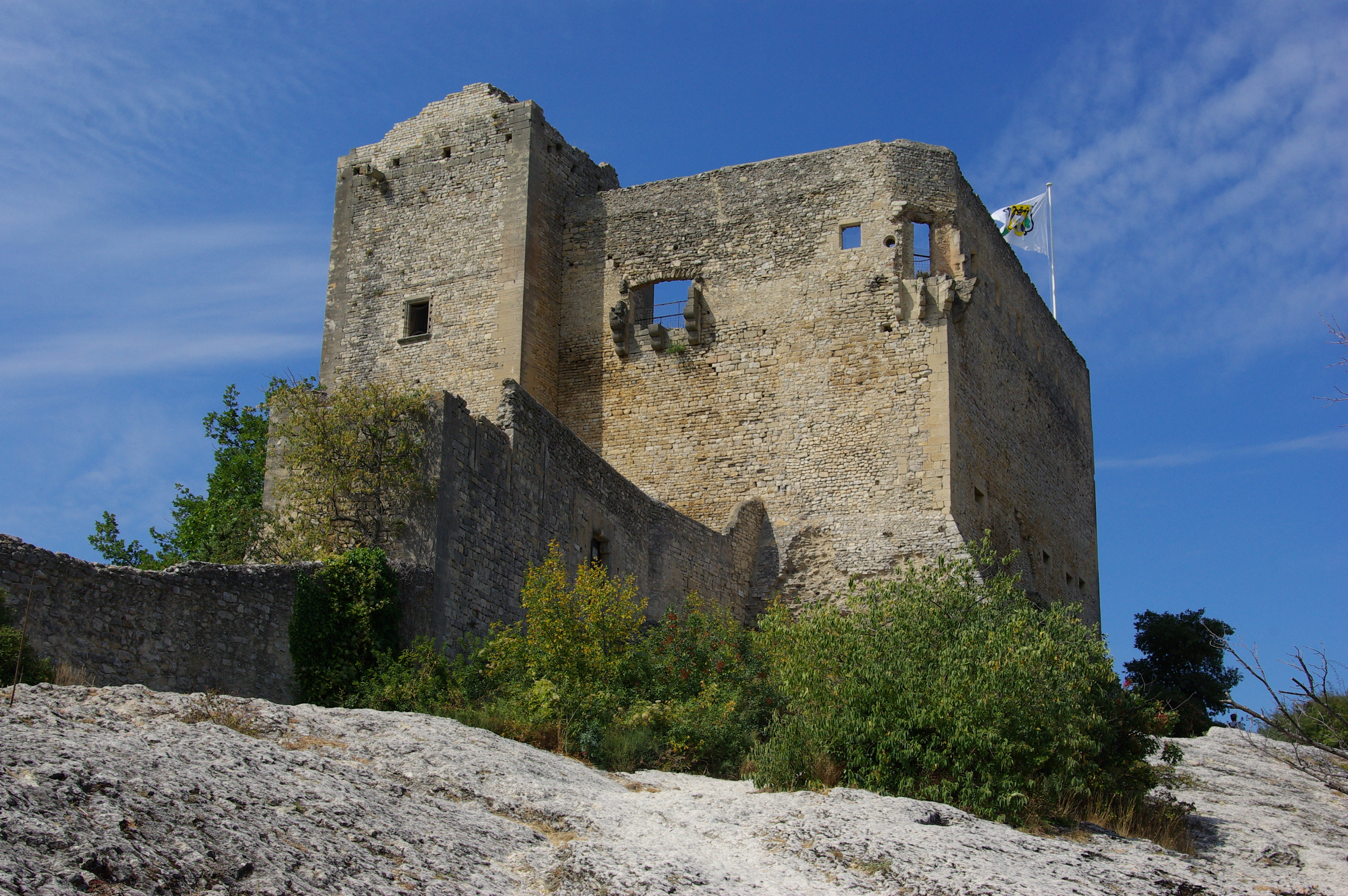
Castello dei conti di Tolosa
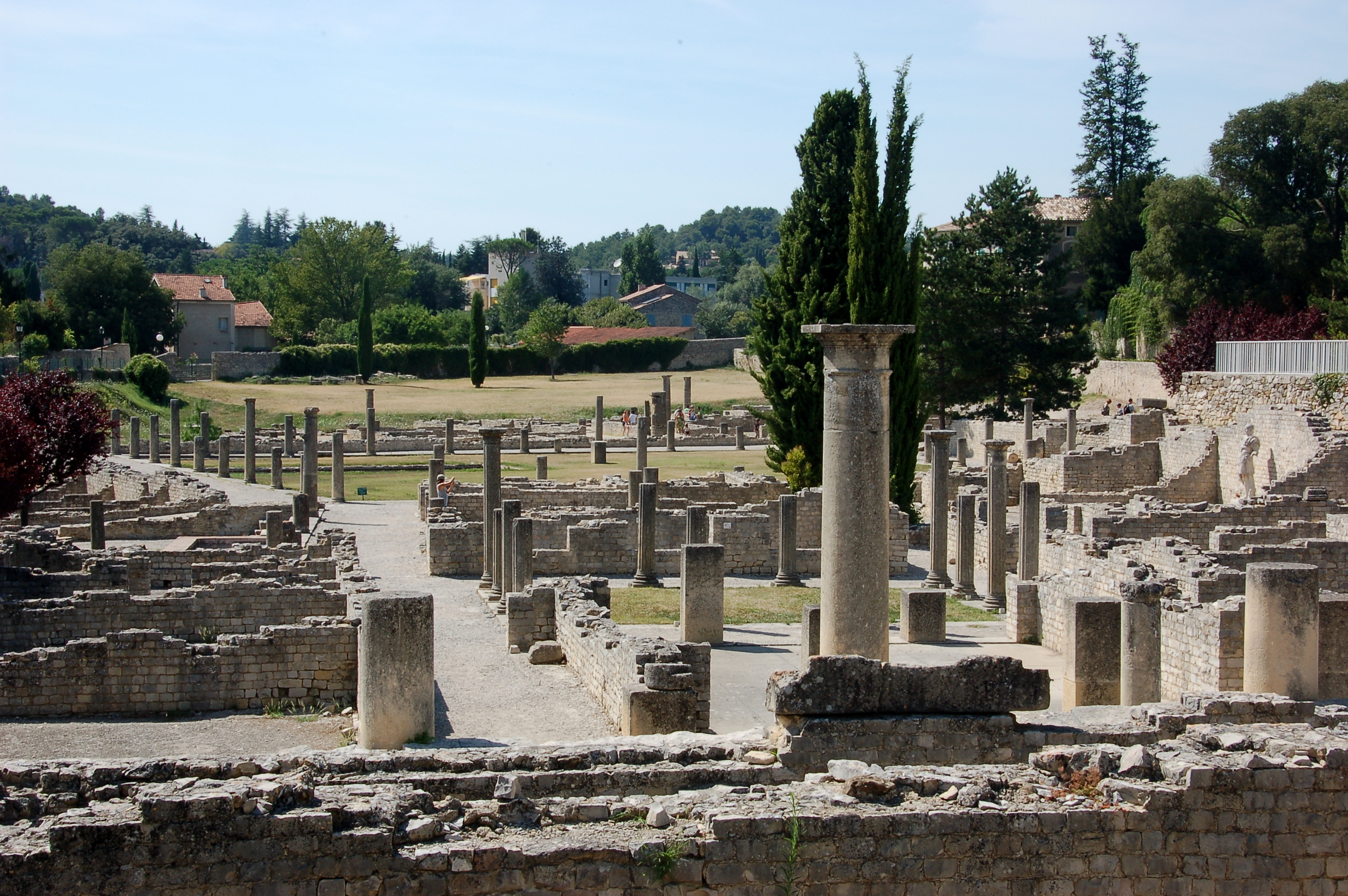
Rovine di una villa romana
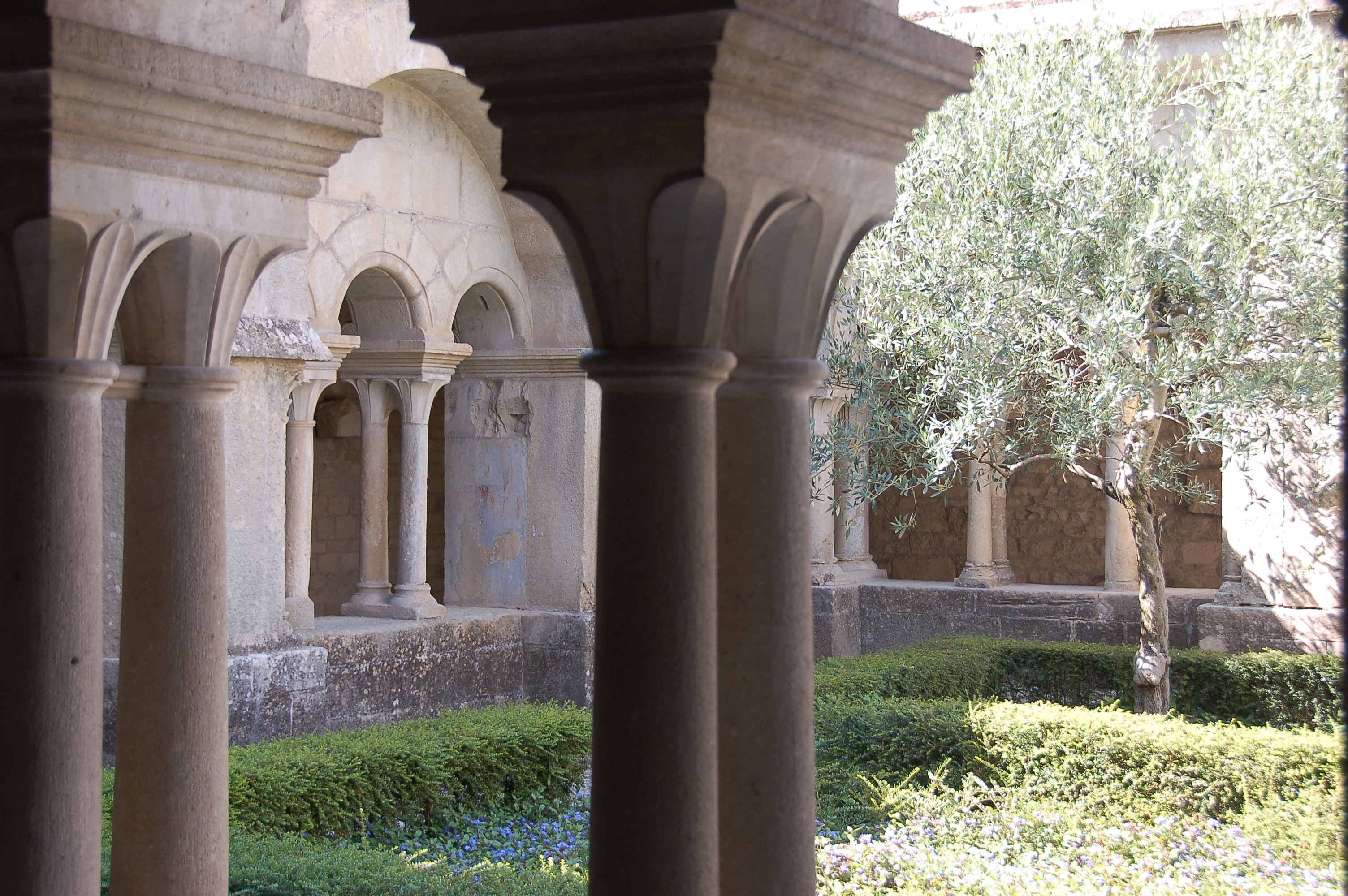
Interno del chiostro
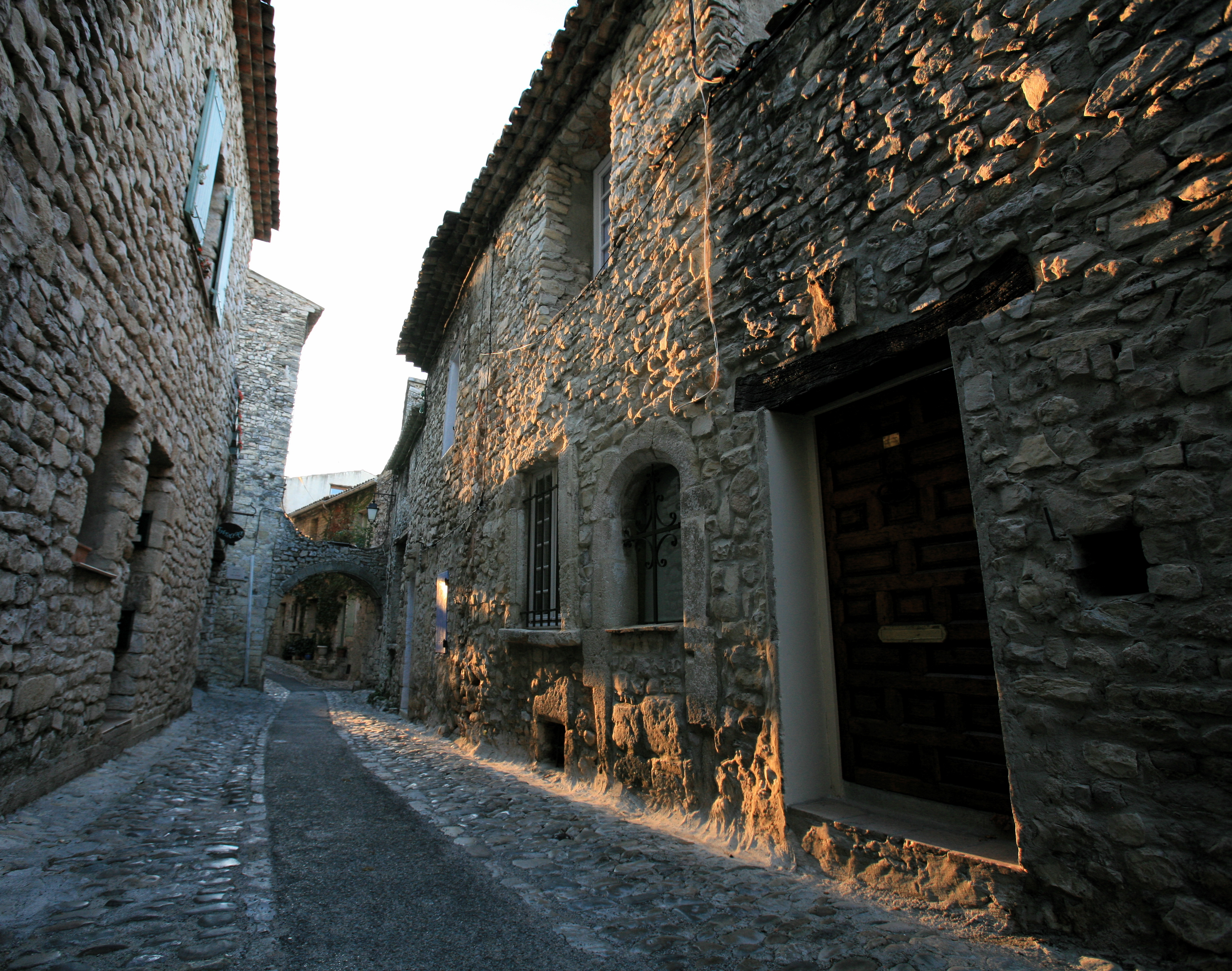
Strade della città vecchia